# 三國志集解
三國志集解是三国志的最详注本，作者是卢弼。該書汇集了前人對三國志的評點以及卢弼自己的評點、糾錯和校勘。卢弼除了對三國志本身作註，還給裴松之的三國志的註文再作注以及解釋、勘誤。由於三國志的流傳過程中有不同的版本，卢弼選取汲古閣的刻本作為自己創作的底本。三國志集解全書约三百万字。
卢弼離開政界後，得到何焯評點《三国志》的著作，再加上他看到前四史中的汉书、后汉书有王先谦的汉书补注、后汉书集解，而三国志缺集注，卢弼決定打算給三国志作集註。卢弼一共花了10年完成這本書。三國志集解於1935年完稿。1957年由中华书局以「古籍出版社」的名義首次出版。